# Леон Грант Мак Бурней
Леон Грант Мак Бурней (ум. 1934) — американский владелец недвижимости «bungalow court».

## Биография
Леон Грант Мак Бурней, американский владелец недвижимости, умерший в 1934 году, получил известность благодаря своему завещанию. Согласно которому, он завещал 1000 (одну тысячу) долларов Президенту Рузвельту; 1000 (одну тысячу) долларов Иосифу Сталину и по 1 (одному) доллару своим четырём детям, «по причинам, известным всем».

## Завещание
«Я завещаю каждому из моих детей $1 (один) по причинам всем известным. Это не потому, что я игнорирую их, я лишь хочу повлиять на остальных моих друзей (? — одно слово замазано, м.б. „на детей моих друзей“)…
$1000 (одну тысячу) Иосифу Сталину. Я многим ему обязан. Также Франклину Д. Рузвельту $1000 (одну тысячу). Надеюсь, всё пойдёт на благо людей.
Что останется, я хочу чтобы было использовано на продвижение первого тома „Капитала“ Карла Маркса.
Завещаю мое мёртвое тело науке. Я не хочу ни погребения, ни могилы. Что останется — сожгите и пусть последние волны эфира вытащат эгоизм из немногих бессмертных, унаследовавших эту тягу к истине».

## Интересные факты
21 января 1934 года Сталин получил письмо от тогдашнего наркома тяжелой промышленности Серго Орджоникидзе следующего содержания:
Тов. Сталин. Ты, оказывается, получил завещание 1000 долларов, нельзя ли половину дать тяжёлой промышленности?Серго Орджоникидзе

## Реакция Сталина
И.В. Сталин отказался от наследства в пользу детей Леона Гранта Мак Бурнея, о чём собственноручно написал в 21:30 27 февраля 1934 года.
В тот же день шифротелеграмма была отправлена полпреду (полномочному представителю) Советского Союза в США Александру Антоновичу Трояновскому.